# リム・トンハイ
リム・トンハイ（Lim Tong Hai、中国語: 林 东海、1969年5月14日 - ）は、シンガポールの元サッカー選手、サッカー指導者。元シンガポール代表主将。ポジションはCB。
サッカー選手としての現役引退後は現役で最後を過ごしたゲイラン・ユナイテッドFCで様々な指導者の立場に着いた。

## クラブ歴
1989年にジュロンFCでプロになる。その翌年、シンガポールサッカー協会プレミアリーグのゲイラン・インターナショナルFCに移籍。1994年にはシンガポールFAに移籍し、大韓民国代表の張政との強い連携を見せ、マレーシア・スーパーリーグとマレーシアカップの両方を制覇するのに大きく貢献した。同チームがマレーシアから撤退しSリーグに加入すると、1996年に彼はティオン・バル・ユナイテッドFCに移籍した。1998年には改名してタンジョン・パガー・ユナイテッドFCとなった同チームの主将となり、シンガポール・カップとシンガポールFAカップの両方を制した。改名したゲイラン・ユナイテッドFC（元ゲイラン・インターナショナルFC）に2002年に復帰するとこのチームで2シーズンを過ごし、現役を引退した。

## 代表歴
シンガポール代表として1989年にデビューして以来、多くの記憶に残る試合に出場してきた。しかしながら、彼の代表でのどん底は凄まじい物で、それは1993年の東南アジアサッカー選手権の事であった。この時のミャンマー代表戦では彼は2発のオウンゴールを決め、PK戦に縺れ込み、結果としてシンガポールの決勝進出を逃す事となった。
1997年にはシンガポール代表の主将に就任したが、翌年にはその座をナズリ・ナシルに譲る事となった。

## 監督歴
2003年にサッカー選手を引退した後、そのままゲイラン・ユナイテッドFCに残留し、翌年にはプライムリーグの監督となった。2006年には一軍の世話人に昇格、2007年のSリーグでは芳しい成績が出せていないここ数年のチームの立て直しに寄与した。この時のチームの中心人物はキム・グラント、ノー・ラーマン、ハッサン・サニーらの選手と彼であったが、彼らにも大きな変化を及ぼし、2007シーズンは良いスタートを切った。年末になるとスロバキアのヨーゼフ・ヘレルが監督に就任し、チームを中心的に率いる役割を終えた。